# Mönsterås (Gemeinde)
Koordinaten: 57° 2′ N, 16° 26′ O

Mönsterås ist eine Gemeinde (schwedisch kommun) in der schwedischen Provinz Kalmar län und der historischen Provinz Småland. Der Hauptort der Gemeinde ist Mönsterås.

## Geographie
Die Landschaft der Gemeinde ist durch eiszeitliche Moränen geprägt, an die sich die Verkehrswege anpassen. Die Ostseeküste ist hier sehr zerklüftet und erstreckt sich über ungefähr 150 Kilometer. Zur Gemeinde gehören mehr als 300 Inseln, die größer als ein viertel Hektar sind, und unzählige Felskuppeln, die aus dem Wasser ragen. Es gibt drei Naturreservate – Kungsholmen, Lövö und Vållö. Die größten Flüsse sind der 220 km lange Emån und der 125 km lange Alsterån.

## Wirtschaft
Die Forstwirtschaft, Papierindustrie und Landwirtschaft waren lange Zeit die dominierenden Wirtschaftszweige. Diese sind weiterhin von Bedeutung, doch es gibt auch Firmen in anderen Branchen, die heute einen wichtigen Einfluss haben.

## Sehenswürdigkeiten
Neben dem Hauptort Mönsterås gibt es folgende Sehenswürdigkeiten.

### Pataholm
Diese Siedlung ist ein gut erhaltener Küstenort, der heute noch genau wie im 19. Jahrhundert aussieht. Pataholm entstand im 17. Jahrhundert als Handelsplatz und war lange Zeit eine bedeutende Werft für schwedische Segelschiffe. Vor der Gemeindereform von 1971 war Pataholm Schwedens kleinste Minderstadt (köping). Nicht weit entfernt liegt mit Gut Strömsrum Schwedens ältestes erhaltenes Holzschloss.

### Dämmans Leuchtturm
Dieser Leuchtturm steht mitten im Sund von Kalmar. Das Fundament und der untere Teil bestehen aus Granit, der 1873 von der Insel Blå Jungfrun herangeschafft wurde. Nach seiner Außerdienststellung 1969 wurde der Leuchtturm zu einem Hotel mit Restaurant umgewandelt.

### Klosterruine Kronobäck
Die Ruine des Klosters Kronobäck liegt etwa einen Kilometer südlich von Mönsterås. Das Gebäude entstand etwa 1290 als Hospital; 1482 wurde es von Mönchen des Johanniterordens zu einem Kloster umgewandelt. Dabei übernahmen die Mönche die Verpflichtung, kranken Menschen zu helfen. In der Regierungszeit von Gustav Wasa wurde der religiöse Teil stillgelegt und das Gebäude war bis 1529 wieder Hospital, das danach verfiel. Ab etwa 1940 begann man mit der Freilegung der Ruine; heute findet jedes Jahr ein Mittelalterfest statt.

## Orte
Folgende Orte sind Ortschaften (tätorter):
- Ålem
- Blomstermåla
- Fliseryd
- Mönsterås
- Timmernabben

## Bilder

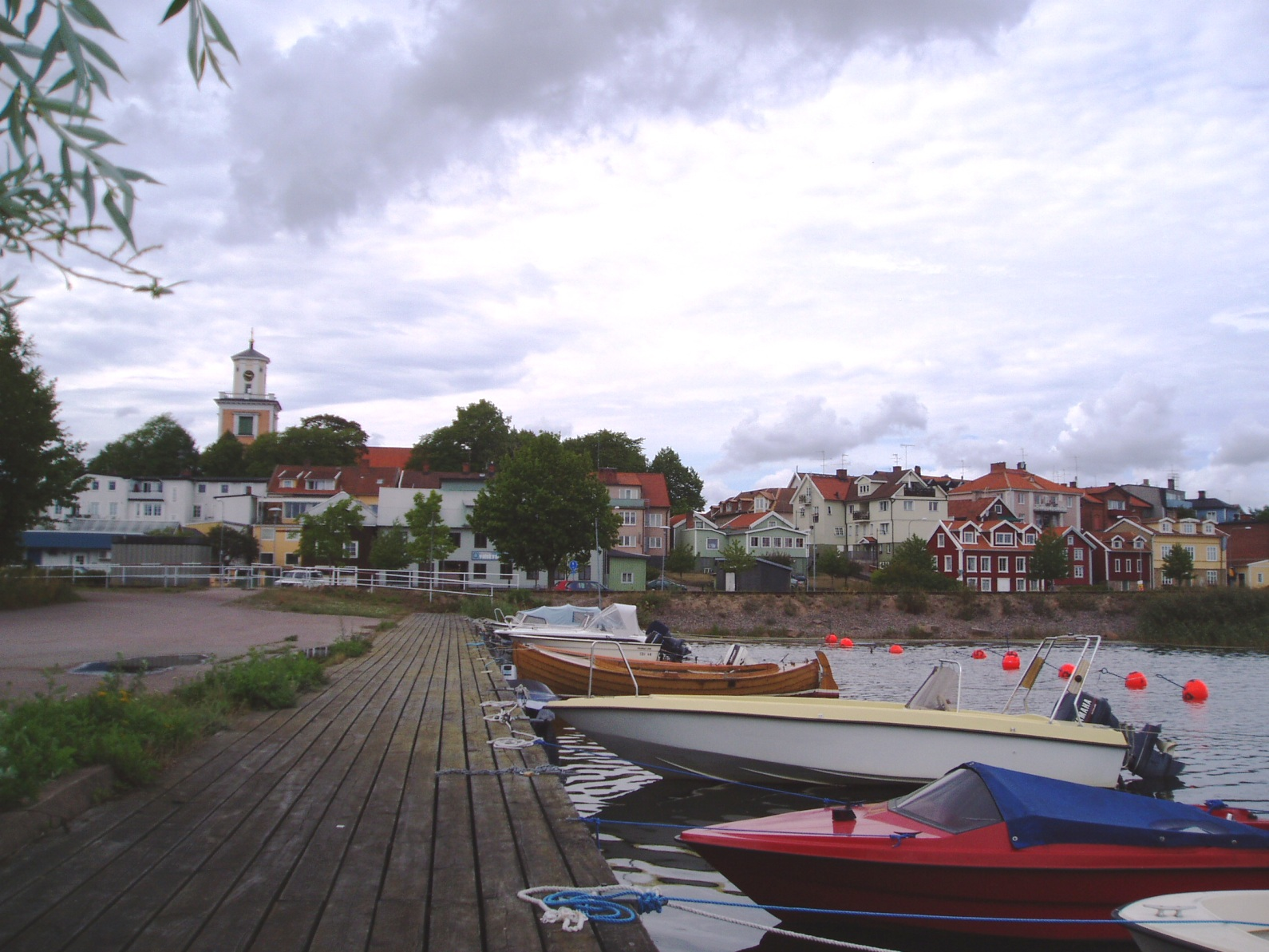
Mönsterås
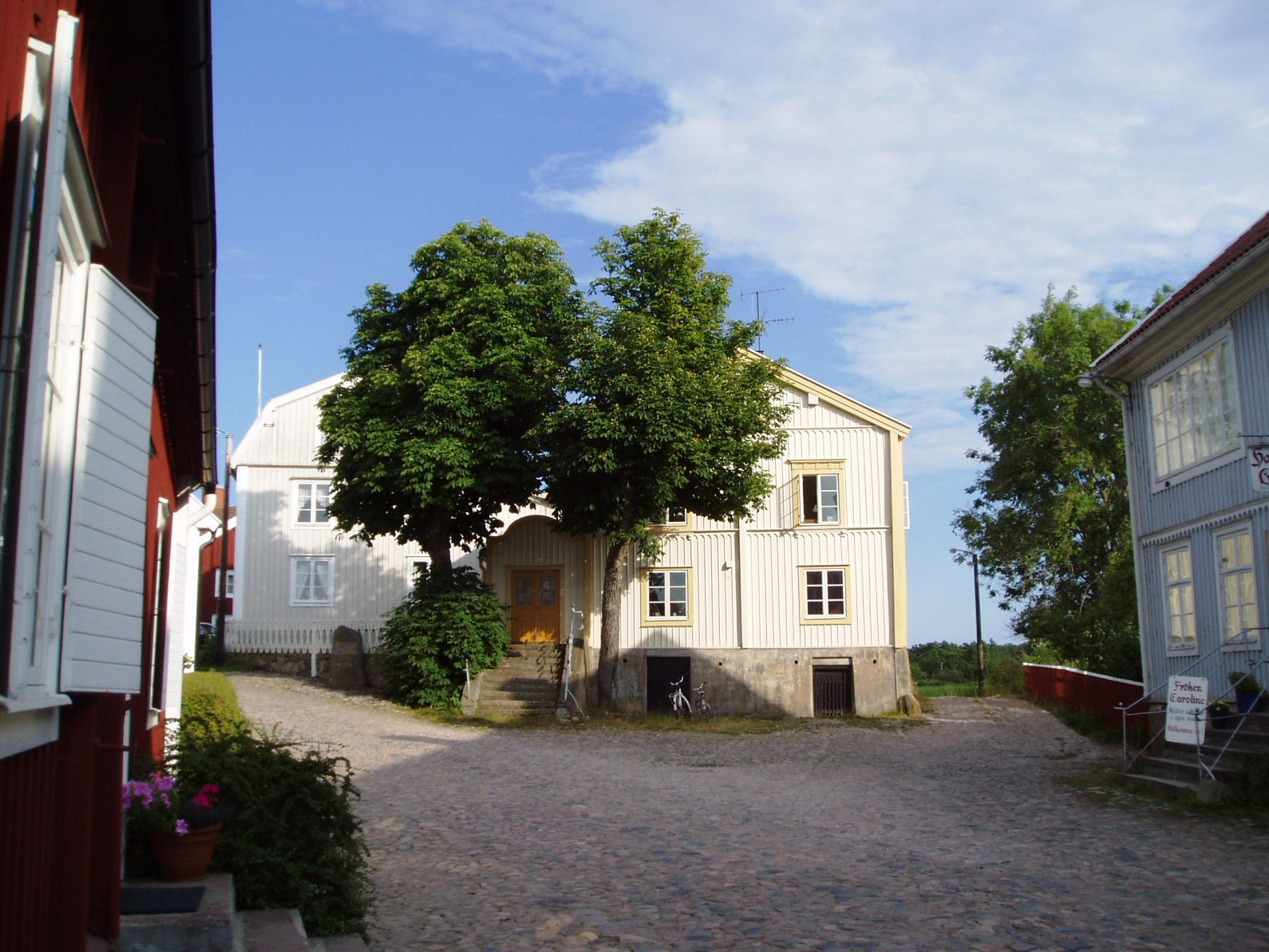
Pataholm
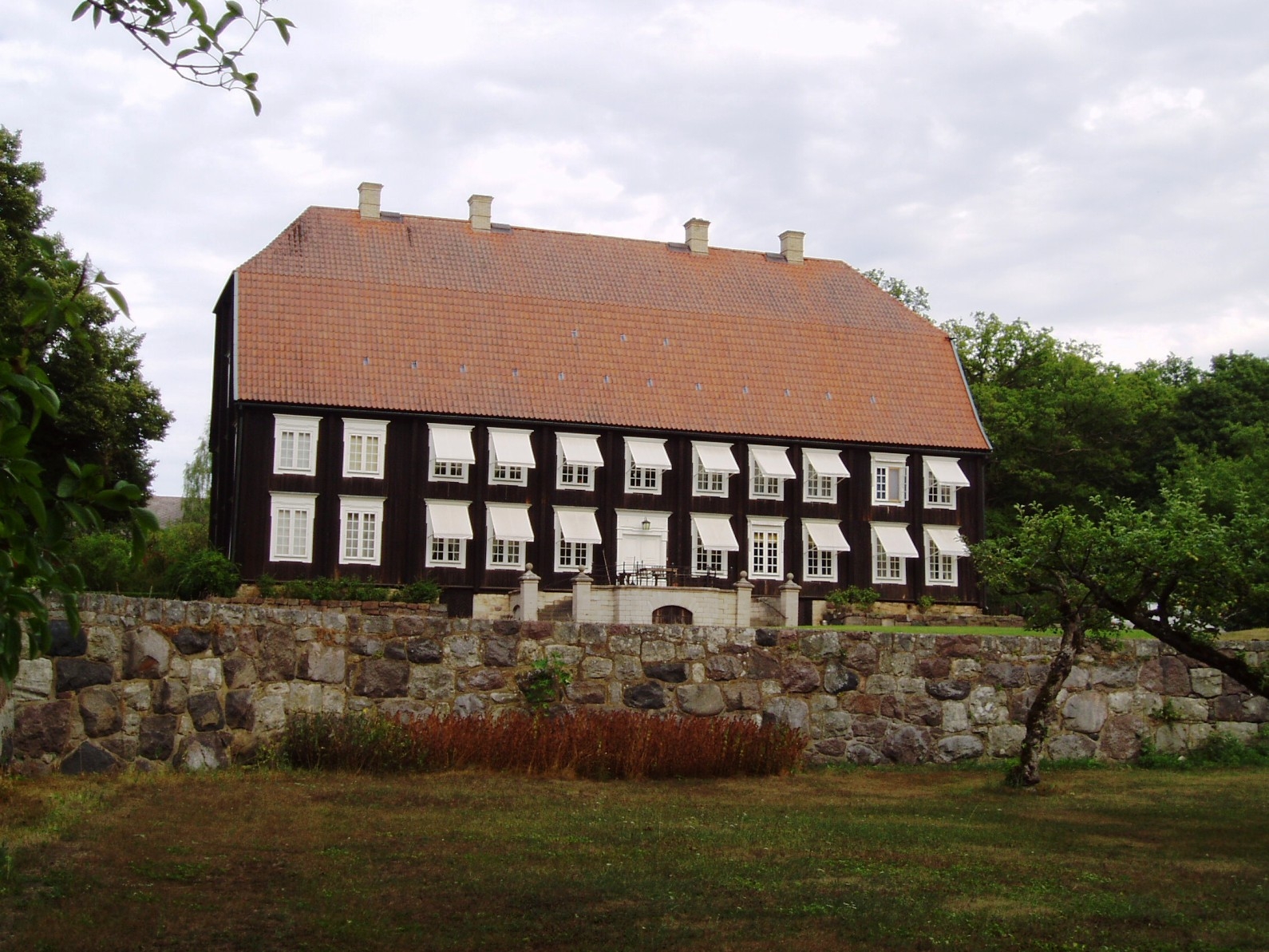
Schloss Strömsrum
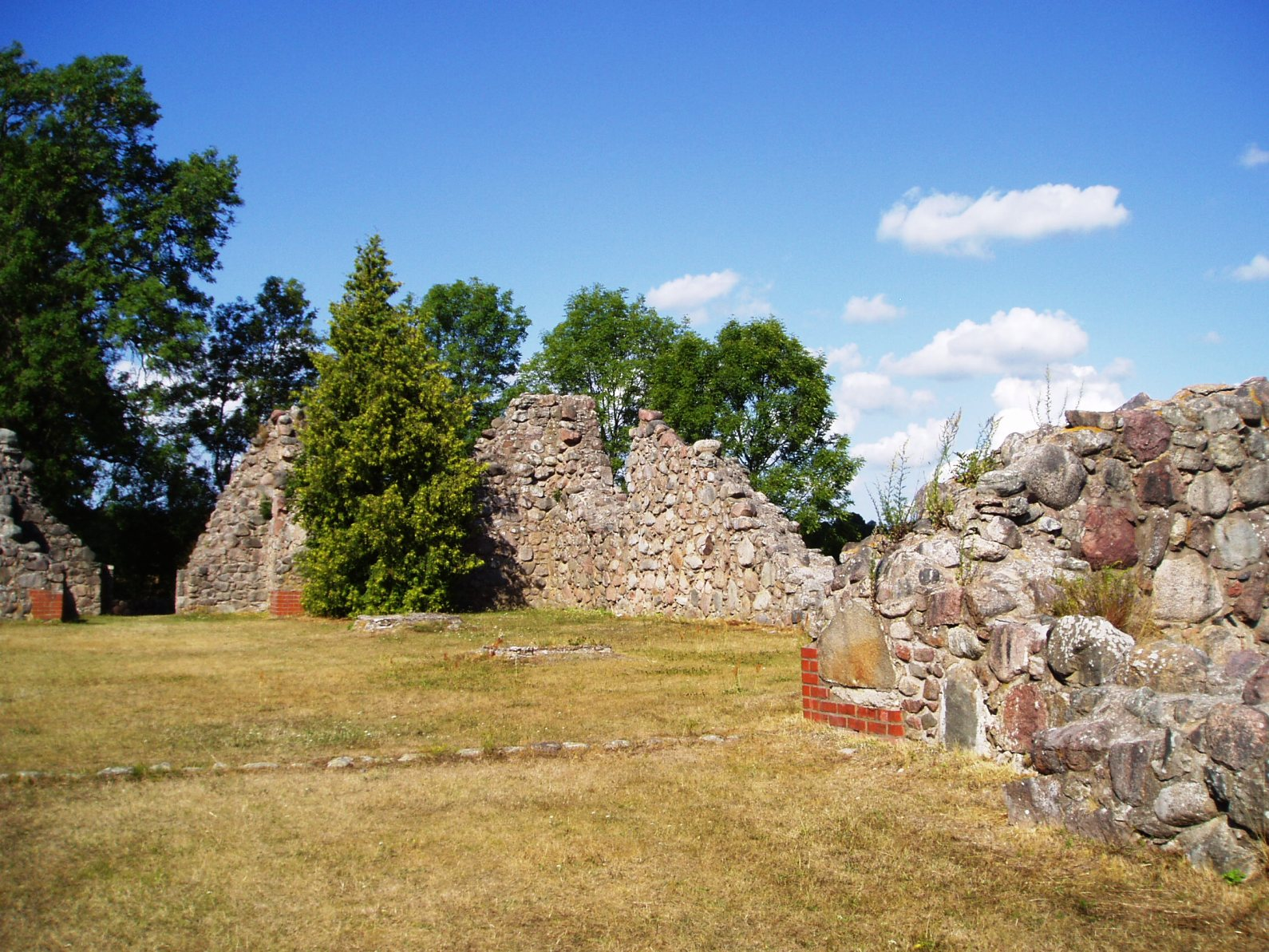
Klosterruine